# Idioma kitán
El kitán, khitán o jitán (también conocido como idioma de Liao, =契丹語) es una lengua extinta que fue hablada por los kitán (388–1243), y que fue la lengua oficial de la dinastía Liao (907–1125) y de los Qara Khitai (1124–1218). Yelü Chucai que murió hacia el 1243 fue la última persona conocida que podía hablar y escribir esta lengua.

## Clasificación
El kitán parece haber estado relacionado con las lenguas mongólicas, Juha Janhunen afirma que 

"Está ganando apoyo la concepción de que el khitán era una lengua, en algunos aspectos, radicalmente diferente de las lenguas mongolas conocidas históricamente. Si esta visión demuestra ser correcta, el idioma khitán sería, de hecho, mejor clasificado como una lengua para-mongólica."

## Registros escritos
Para el kitán se emplearon dos sistemas de escritura propios y diferentes entre sí conocidos como la escritura kitán grande y la escritura kitán pequeña.:
- La escritura pequeña, que era un silabario, se usó hasta que la dinastía Jin (1115-1234) (cuyos miembros hablaban jurchen) la reemplazó en 1192.[3]
- La escritura grande era logográfica como la escritura china y podría haber sido usada para otros grupos relacionados con los mongoles tan antiguos como los Tuoba.

La Historia de Liao contiene un volumen de palabras kitán transcritas mediante caracteres chinos titulada "Glosario de la lengua nacional" (國語解). Se encuentra en el capítulo 116.
El emperador Qianlong de la dinastía Qing identificó erróneamente a los pueblos kitán y su lengua con los solones, creyendo que el idioma evenki para "corregir" las transcripciones en caracteres chinos de los nombres kitán contenidos en la Historia de Liao en su Explicación imperial sobre de la lengua nacional de los Liao-Jin-Yuan en tres historias (欽定遼金元三史國語解).
Durante la dinastía Liao, el kitán se denominaba con el término "lengua nacional" (en chino Guoyu 國語), que también se usaba para las otras lenguas diferentes del chino estándar de la corte de China, así el término se usó también para el machú de la dinastía Qing, el mongol clásico de la dinastía Yuan, el jurchen de la dinastía Jin o el xianbei hablado durante los Wei septentrionales.

## Vocabulario
Se conocen un cierto número de formas léxicas del kitán, a continuación se reproduce una lista de esos términos que muestra cierta similitud con las lenguas mongólicas. Los equivalentes en mongol clásico se dan tras la traducción.
Las estaciones del año son:
| Kitán   | GLOSA       | Transliteración en mongol | pronunciación en mongol moderno |
| ------- | ----------- | ------------------------- | ------------------------------- |
| heu.ur  | 'primavera' | qabur                     | havar                           |
| ju.un   | 'verano'    | jun                       | zun                             |
| n.am.ur | 'otoño'     | namur                     | namar                           |
| u.ul    | 'invierno'  | ebül                      | övöl                            |

Los numerales vienen dados por:
| Kitán       | GLOSA     | Transliteración en mongol | pronunciación en mongol moderno         |
| ----------- | --------- | ------------------------- | --------------------------------------- |
| *omc        | 'uno'     | onca 'unique'             | onts (unique)                           |
| j.ur.er     | 'segundo' | jirin 'two'               | jirin (two), jiremsen (double/pregnant) |
| hu.ur.er    | 'tercero' | gurba 'three'             | gurav, gurvan, guramsan (triple)        |
| durer/duren | 'cuarto'  | dörben                    | döröv, dörvön                           |
| tau         | cinco     | tabun                     | tav, tavan                              |
| t.ad.o.ho   | 'quinto'  | tabu-daki                 | tav dahi                                |
| *nil        | 'seis'    | jirgugan                  | zurgaa (innovación "jir'gur" o 2x3)     |
| da.lo.er    | 'séptimo' | dologa ('siete')          | doloo                                   |
| nyo.i       | 'octavo'  | nayim ('ocho')            | naim                                    |
| *is, onyo   | 'nueve'   | yesü                      | yüs, yüsön                              |
| jau         | 'cien'    | jagun                     | zuu, zuun                               |
| ming        | 'mil'     | minggan                   | myanga, myangan                         |

Comparados con el kitán, los numerales de las lenguas tungúsicas, como por ejemplo el jurchen difieren notoriamente de las formas dadas más arriba: '3' = ilan, '5' = shunja, '7' = nadan, '9' = uyun, '100' = tangu.